# Hieracium varangerense
Hieracium varangerense là một loài thực vật có hoa trong họ Cúc. Loài này được Elfstr. mô tả khoa học đầu tiên.